# Zátony

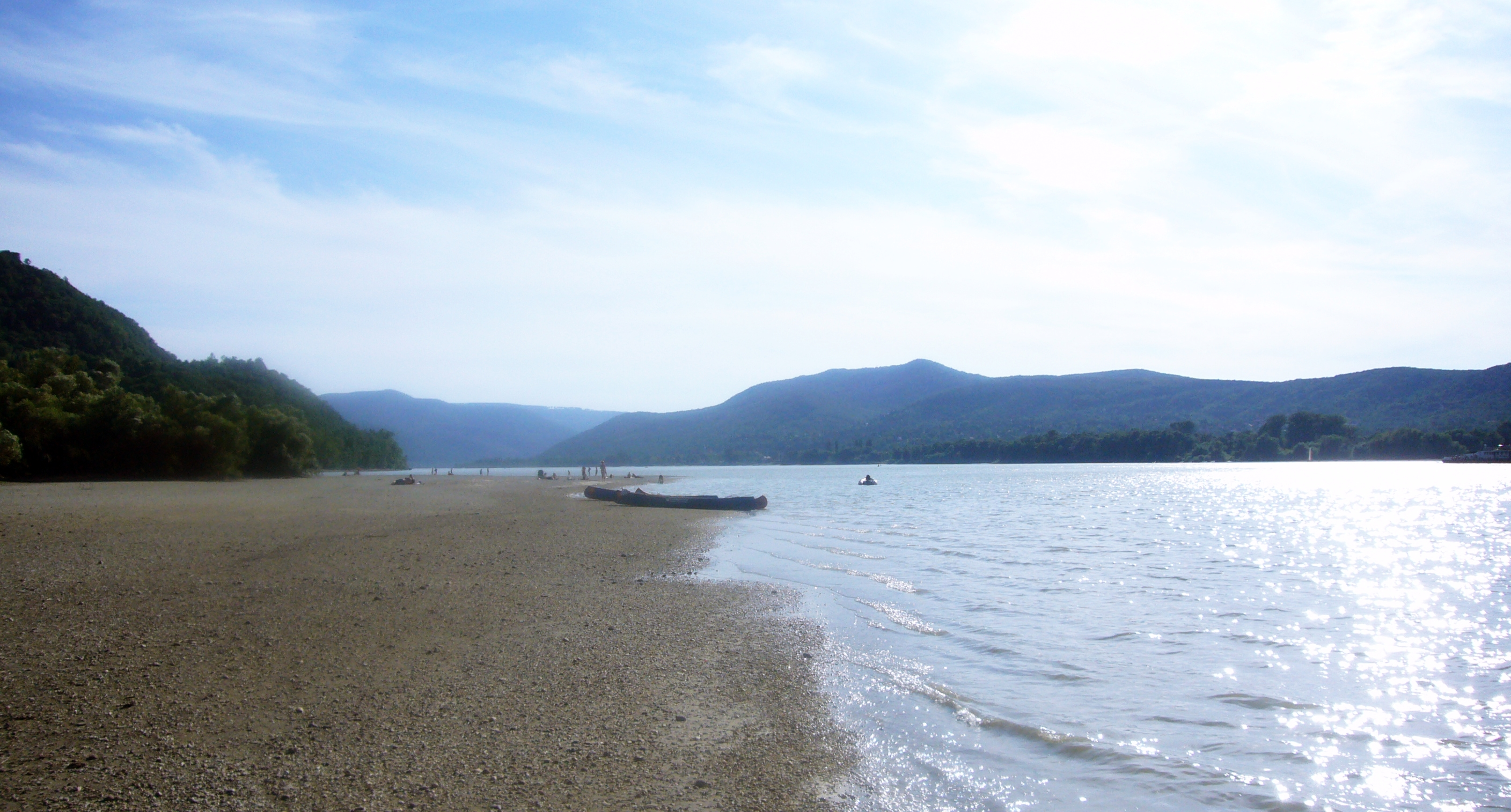
A Visegrádi-szoros a Kisoroszi Szigetcsúcs zátonyáról

A zátony a folyómeder, tó- vagy tengerfenék olyan része, amelyet a hordalék feltöltött. 

## A folyami zátonyok
A folyami zátony igen sokféle; van parti zátony, mely a part mentén és fenékzátony, mely a meder közepén húzódik. Ismerünk oly zátonyt, mely még a legalacsonyabb vízállás idején is víz alatt marad, míg a zátonyok egy része fölbukkanó, vagyis alacsony vízálláskor száraz. Az olyan zátonyon, melyet a víz csak ritkán lep el, növényzet, néha fák és cserjék is vernek gyökeret és ilyenkor már inkább szigetnek vagy lapos partnak nevezik. A zátonyok elhelyezkedése a folyó hosszában bizonyos törvényszerűséget mutat; a kanyarulatokban, a meredek és homorú partok mentén ritkán, az egyenes szakaszokban és a domború lapos partok mentén majdnem mindig jelentkeznek. Az egyenes szakasz inkább a fenékzátony, a lapos part a parti zátony képződését segíti elő. Ha a folyó medrét, kanyarulatait változtatja, vele együtt változik a zátonyok helyzete is és a nem szabályozott folyóknál általános törvény, hogy a zátonyok felülről lefelé húzódnak. 

## Anyaguk szerint
A zátonyok anyagukra nézve többfélék, a folyó mozgatta hordalék minőségéhez képest. Vannak iszapzátonyok, amelyek csöndes vízben, leginkább a folyó alsó szakaszában rakódnak le és leginkább finom földes részekből állnak össze; vannak homokzátonyok, amelyeknek részei érdesebb, nehezebb szemekből állanak és melyek valamivel gyorsabban mozgó vízből rakódnak le, mint az iszapzátonyok; végül ismerünk kavicszátonyokat, melyek gyorsvízű folyókban, rendszerint a vízfolyások felső szakaszán képződnek és a körülményekhez képest dió-, ököl- vagy fejnagyságú kövekből állnak. Természetes, hogy a zátonyok e három fő tipusai között átmeneti alakok is ismeretesek. A tengeri zátonyok rendesen a part mentén, vagy a parttal párhuzamosan képződnek, a folyamok, tengeri áramlatok és a partszaggató hullámverés hozta hordalékból.

### A homokzátonyok
A homokzátony a folyóvízben keletkező hordalékbucka vagy nyereg. Vannak parti zátonyok, melyek folyamkanyarulatok domború oldalán lerakódott hordalékból képződnek, keresztzátonyok, amelyek gázlókat hoznak létre, fenékzátonyok, S alakú kanyarulatnál és a folyamok betorkolásánál keletkező torkolati zátonyok.

## Korallzátonyok
Néha a tengerfenék felmagasodását korallok okozzák és ilyenkor korallzátony képződik. 